# Michel Marcel Navratil
Michel Marcel Navratil (Niza, 12 de junio de 1908 – Saint-Clément-de-Rivière, 30 de enero de 2001) fue un ciudadano francés que sobrevivió al hundimiento del RMS Titanic. Fue un profesor universitario de filosofía. 
A los tres años de edad, abordó al RMS Titanic en Southampton (Reino Unido) junto a su hermano Edmond y el padre de ambos, Michel. Este último había sustraído a Michel y a su hermano del cuidado de su madre, con quien estaba atravesando un divorcio. Luego de que los botes salvavidas fueron rescatados, se los conoció como los "Huérfanos del Titanic" hasta que fueron reunidos con su madre.
Navratil se vio siempre rodeado del interés de la prensa; primero por ser uno de los dos niños apodados como "Huérfanos del Titanic", y luego, en la década de 1980, luego del descubrimiento de los restos del Titanic, comenzó a contar y relatar su experiencia. Por último, el interés público se centró en él ya que fue el último pasajero de sexo masculino del Titanic en morir y por el hecho de ser el último pasajero del Titanic de nacionalidad francesa en fallecer.

## Biografía

### Nacimiento y primeros años
Michel nació en Niza, hijo de Michel y Marcelle Navratil (de soltera, Caretto). Su padre, de nacionalidad húngara al momento del hundimiento del Titanic, había nacido en lo que hoy es Eslovaquia y se había mudado a Francia tras trabajar de aprendiz de sastre en Viena (Austria) en 1902. Primeramente emigró a París y luego a Niza. En 1907 abrió una sastrería propia que haría que la familia Navratil viviera cómodamente. 
Su madre, Marcelle, había nacido en 1890 en Buenos Aires (Argentina) y era poseedora de las nacionalidades italianas y argentina. Cuando tenía dos años de edad, los Caretto regresaron a Turín (Italia). En 1906, la familia emigró a Niza, en Francia. Al llegar al nuevo país, Marcelle, a quien le gustaba tocar el piano, intentó sin éxito convertirse en cantante de ópera. En su lugar, la obligaron a trabajar en talleres de sastrería, en donde trabajaba Michel Navratil. 
En 1907, Michel y Marcelle se casaron en Londres (Reino Unido), aunque ese matrimonio no tenía ningún valor legal en Francia. Dos niños nacen pronto, primero Michel en 1908 y luego Edmond, en 1910. Poco después del nacimiento del segundo hijo, Michel descubrió que su esposa le era infiel. Iniciaron los trámites de divorcio.

### A bordo del RMS Titanic
En abril de 1912, Michel habló con su amigo y colega Louis Hoffmann, quien le recriminó que su trabajo había decaído por culpa del tema del divorcio de su esposa. Fue en ese momento que Michel decidió que tomaría a los niños y emigrarían a Chicago, en los Estados Unidos, donde parte de su familia ya había emigrado. Fue así que con la excusa de un paseo a pie durante el fin de semana de Pascua, Michel sustrajo a los niños de su madre.

#### Inicio de la travesía
Michel y los dos niños atravesaron Francia y cruzaron a Inglaterra en Calais, y abordaron al Titanic con billetes de segunda clase que habían adquirido en Montecarlo (Mónaco). Pese a que el barco había recogido pasajeros en la ciudad francesa de Cherburgo-Octeville, Michel decidió que abordarían en suelo británico para evitar los controles de la policía francesa, ya que además, viajaba con un nombre falso. Con el pasaporte que le otorgó Louis Hoffmann, Michel viajó con los niños bajo ese nombre. Se ubicaron en cabinas de segunda clase y casi ni se dieron a conocer o hacerse ver, aunque una pasajera, Bertha Lehmann dijo que el hombre cuidaba de dos niños mientras jugaba una partida de cartas con otros pasajeros. Además, en sus memorias publicadas en mayo de 1912, Lawrence Beesley dijo que vio a Michel jugando alegremente con los dos niños en la cubierta de segunda clase.

#### Hundimiento

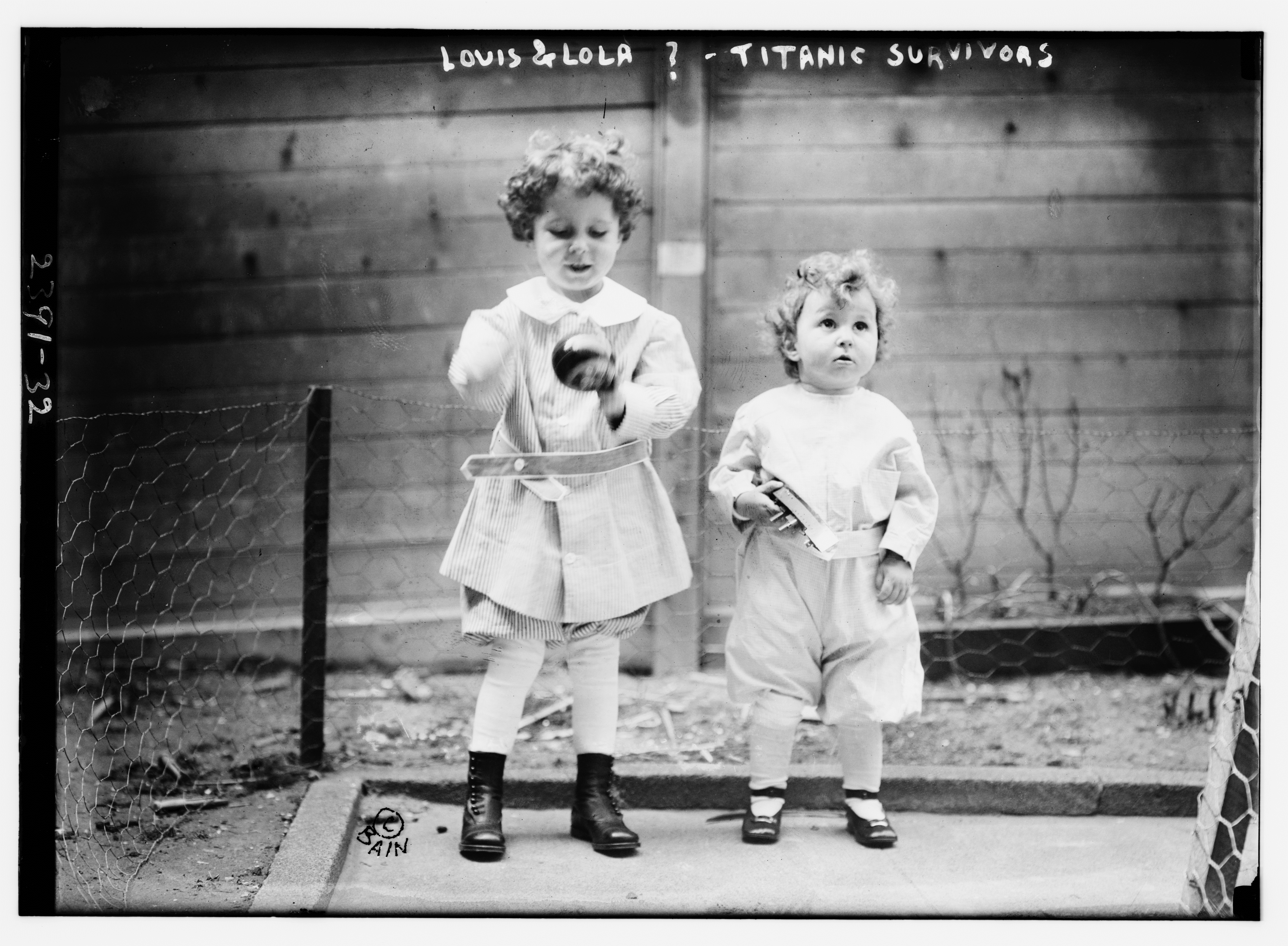
Michel y su hermano Edmond en 1912, fotografía tomada con el fin de obtener su identificación tras la muerte de su padre en el naufragio del Titanic.

El 14 de abril de 1912, alrededor de las 23:40, el Titanic chocó contra un iceberg. Los primeros botes salvavidas fueron bajados a partir de las 0:40, aunque vacíos, con mucho más espacio a ocupar. Pese a tener acceso a los botes asignados a segunda clase y poder haber puesto a los niños a salvo rápidamente en uno de esos botes, Michel escogió ponerlos en el último bote en ser ocupado, el plegable D, que fue lanzado a las 2:05 con solo veinte personas a bordo. El oficial Charles Lightoller y otros marinos formaron una cadena humana para evitar que hombres suban a ese bote ya que en esa parte del barco se seguía la más estricta de las reglas en cuanto a que solo "mujeres y niños" subirían a los botes. Antes de que el bote fuera lanzado, Michel le dijo a su hijo mayor que le dijera a su madre que él "la amaba mucho y que hubiera mandado a buscarla luego de instalarse en los Estados Unidos". Poco después, se separan y el Titanic se hunde a las 2:20, con los dos niños Navratil a salvo en un bote.

#### Rescate junto a su hermano y reconocimiento
Los dos niños Navratil eran los únicos niños de segunda clase cuyos padres no iban con ellos en el bote salvavidas. Navratil, pese a tener apenas cuatro años de edad, recordó que fue su padre y otro hombre desconocido quienes entraron a la cabina que ellos ocupaban, los vistieron con ropas de abrigo y los llevaron a la cubierta superior, donde los colocaron en el bote plegable D. 
Cerca de las 7:15 de la mañana, el bote plegable D fue rescatado por el RMS Carpathia, que a su vez rescató a alrededor de 700 personas. A bordo del navío, Navratil y su hermano son incapaces de comunicarse con la gente de habla inglesa, ya que ellos solo hablaban francés. Además, eran los únicos niños que no eran reclamados por ningún adulto. Debido a esto, los niños fueron puestos al cuidado de unas pocas mujeres que entendían el francés, en particular Eleanor Widener y Margaret Hays (y quizá Madeleine Astor).

## Vida posterior
Navratil estudió en la Universidad de Montpellier de la cual obtuvo un doctorado en filosofía, y se casó con una compañera de estudios en 1933. 
En 1987, Navratil viajó a Wilmington, Delaware para conmemorar el 75 aniversario del hundimiento. Fue su primera visita a los Estados Unidos desde 1912. Al año siguiente, se unió a diez compañeros sobrevivientes en una convención de la Sociedad Histórica del Titanic en Boston, Massachusetts.
En 1996, se unió a sus compañeras supervivientes Eleanor Shuman y Edith Brown en un crucero hasta el lugar del naufragio, donde se intentó llevar una gran parte del casco a la superficie. El 27 de agosto de ese mismo año, antes de su regreso a Francia, viajó a Halifax, Nueva Escocia, para ver la tumba de su padre por primera vez después del hundimiento.

## Fallecimiento
El 30 de enero de 2001 falleció en su casa en Montpellier. Fue el hombre sobreviviente del naufragio del Titanic más longevo.